# Un jour dans notre vie
Albums par Indochine
Le Baiser
(1990) Wax
(1996)
Lives par Indochine
Le Birthday Album 1981-1991
(1991) Radio Indochine
(1994)
Singles
1. Savoure le rouge / Crystal Song Telegram
Sortie : 19 novembre 1993
2. Un jour dans notre vie / Petit Jésus
Sortie : mars 1994
3. Sur les toits du monde
Sortie : 1994

Un jour dans notre vie est le sixième album studio du groupe français Indochine sorti le 22 novembre 1993. Il succède à l'album Le Baiser et précède Wax.

## Genèse de l'album
L'album fait suite à leur compilation Le Birthday Album 1981-1991, qui remporta un succès honorable (600 000 ventes). Les détracteurs du groupe considèrent qu'Indochine est trop ancré dans les années 80, et que cet album compilation est synonyme de fin de carrière[réf. nécessaire].
Les membres du groupe se retrouvent en juillet 1993 pour enregistrer un nouvel album. Ils choisissent de revenir au Studio Miraval, dans le sud de la France, où ils avaient enregistré l'album 7000 danses en 1987. 
Au moment de choisir le producteur qui sera chargé de les épauler pour la réalisation du disque, des tensions apparaissent au sein du groupe. Nicola Sirkis souhaite amorcer un virage vers un son plus brut alors que Dominique Nicolas préfère travailler une nouvelle fois avec Philippe Eidel qui les avait accompagnés au long de la décennie précédente. Le guitariste et compositeur principal a finalement le dernier mot.
L'ambiance durant l'enregistrement est particulièrement lourde. Selon le guitariste du groupe, lui et Nicola ne s'adressent quasiment plus la parole ce qui provoque, moins d'un an plus tard, le départ de Dominique : « Au début, ça m'arrangeait bien. Nicola s'occupait des textes et moi de la musique. Ça a bien fonctionné durant une douzaine d'années, puis sont apparus des problèmes humains plus qu'artistiques. L'usure, la tension... Dimitri était parti en 1989, Stéphane devait jouer les intermédiaires entre nous. Rester pour l'argent ne m'intéressait pas. J'ai claqué la porte et je suis parti en Corrèze, dans mon monde de Bisounours. Je n'ai plus jamais parlé à Nicola. On s'est revus à l'enterrement de Stéphane, c'est tout. C'est la vie ! »
Le texte de Savoure le rouge est inspiré de l'œuvre du peintre Egon Schiele ; l'arrangement musical comporte un riff de guitare.
Ces morceaux sont joués lors de la tournée qui suit l'album et l'enregistrement du concert sur la Grand-Place de Spa sort sous la forme d'un album live intitulé Radio Indochine (Live 1994).

## Accueil de l'album
L'album ne se classe pas au Top Albums et ne se vend dans un premier temps qu'à 60 000 exemplaires en France, pour atteindre finalement les 90 000 exemplaires. Il s'agit de la seconde plus mauvaise vente d'Indochine, après Wax, sorti en 1996.
Le clip de Savoure le rouge, réalisé par Marc Caro, obtient le Grand Prix du vidéoclip fantastique au Festival international du film fantastique de Gérardmer en 1993.

## Liste des titres
Toutes les paroles sont écrites par Nicola Sirkis, toute la musique est composée par Dominique Nicolas.
| Disque | Disque                 | Disque | Disque | Disque | Disque | Disque | Disque | Disque | Disque |
| No     | Titre                  | Durée  |        |        |        |        |        |        |        |
| ------ | ---------------------- | ------ | ------ | ------ | ------ | ------ | ------ | ------ | ------ |
| 1.     | Savoure le rouge       | 4:23   |        |        |        |        |        |        |        |
| 2.     | Sur les toits du monde | 5:07   |        |        |        |        |        |        |        |
| 3.     | Un jour dans notre vie | 4:01   |        |        |        |        |        |        |        |
| 4.     | Anne et moi            | 3:14   |        |        |        |        |        |        |        |
| 5.     | La Main sur vous       | 4:55   |        |        |        |        |        |        |        |
| 6.     | Some Days              | 3:42   |        |        |        |        |        |        |        |
| 7.     | Bienvenue chez les nus | 4:07   |        |        |        |        |        |        |        |
| 8.     | D'ici mon amour        | 4:44   |        |        |        |        |        |        |        |
| 9.     | Candy prend son fusil  | 3:16   |        |        |        |        |        |        |        |
| 10.    | Ultra S.               | 4:25   |        |        |        |        |        |        |        |
| 11.    | Vietnam Glam           | 4:05   |        |        |        |        |        |        |        |
| 12.    | Crystal Song Telegram  | 2:35   |        |        |        |        |        |        |        |
| 48:34  |                        |        |        |        |        |        |        |        |        |

## Crédits de l'album
- Enregistré au studio Miraval en juillet et août 1993
- Ingénieur du son : Franck Redlich
- Mixé par Nick Launay
- Mastering au studio Métropolis à Londres en septembre 1993
- Réalisation production : Philippe Eidel et Indochine
- Musiciens additionnels : Philippe Eidel (claviers), Jean Mi Truong (batteries), Marc Éliard (basse), Patrick Bourgoin (saxophone), Jacques Bessot (trompette), Alex Perdigon (trombone), Vincent Courtois (violoncelle), Nicholas Krasik (violon), Pierre Lemarchand (violon alto)
- Conception pochette : Nuits de Chine et Indochine